# Balashov
Balashov (del ruso: Балашов) es una ciudad del óblast de Sarátov, en Rusia, centro administrativo del raión homónimo. Está a orillas del río Jopior, a 198 km al oeste de Sarátov, 177 km al sudeste de Tambov y 222 km al sudoeste de Penza. Contaba con 91.622 habitantes en 2009.
La ciudad alberga la base aérea de Balashov.

## Historia
La ciudad fue fundada como un jútor por Vasili Balashov a principios del siglo XVII, convirtiéndose poco después en uno de sus pueblos principales. Por un ukaz de Catalina la Grande, en 1780, Balashov obtuvo el estatus de ciudad y centro de un uyezd en la gobernación de Sarátov. La apertura del ferrocarril Járkov-Balashov en 1895 contribuyó a su desarrollo. Todas las iglesias de la ciudad fueron destruidas durante la guerra, salvo la iglesia luterana, transformada hoy en ortodoxa. De 1954 a 1957, la ciudad fue la capital administrativa del efímero óblast de Balashov. Las principales calles de la ciudad fueron entonces asfaltadas y se construyeron un gran número de alojamientos así como varios hoteles.

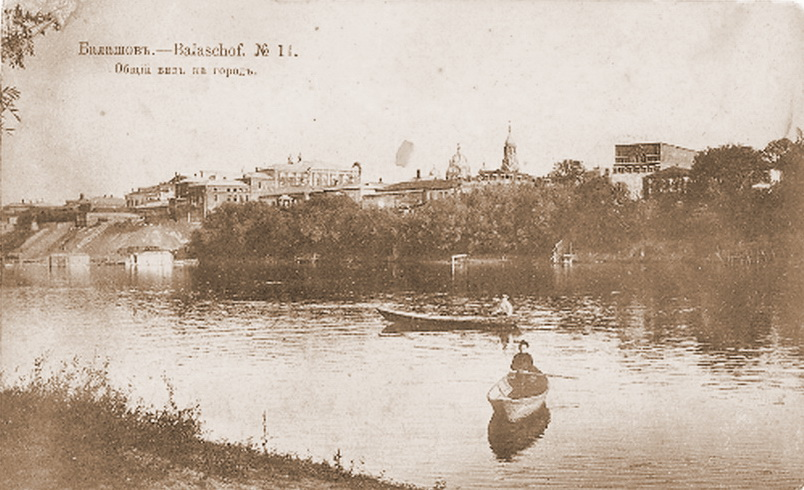
Postal de 1915
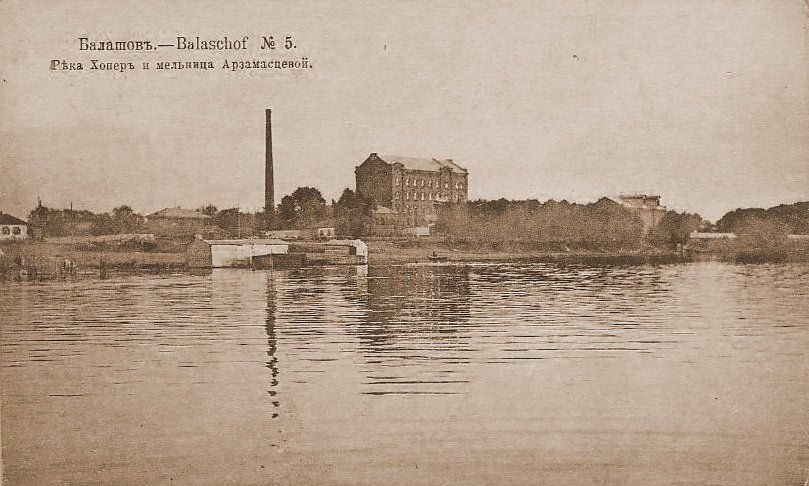
Postal de 1915
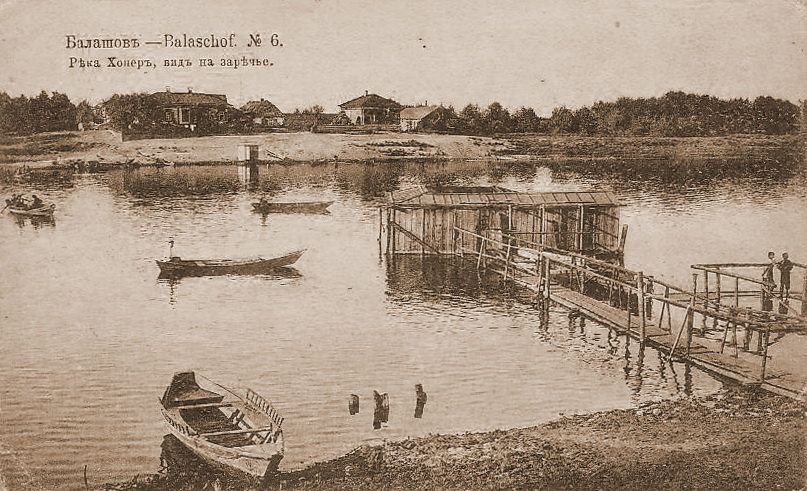
Postal de 1915
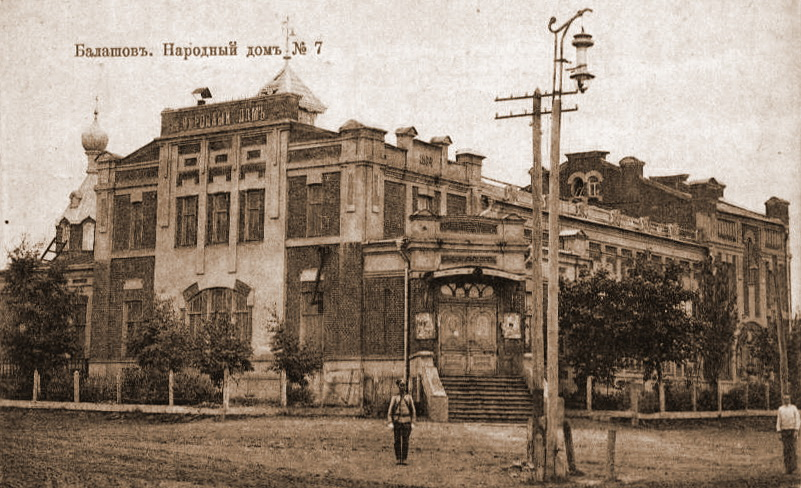
Postal de 1915
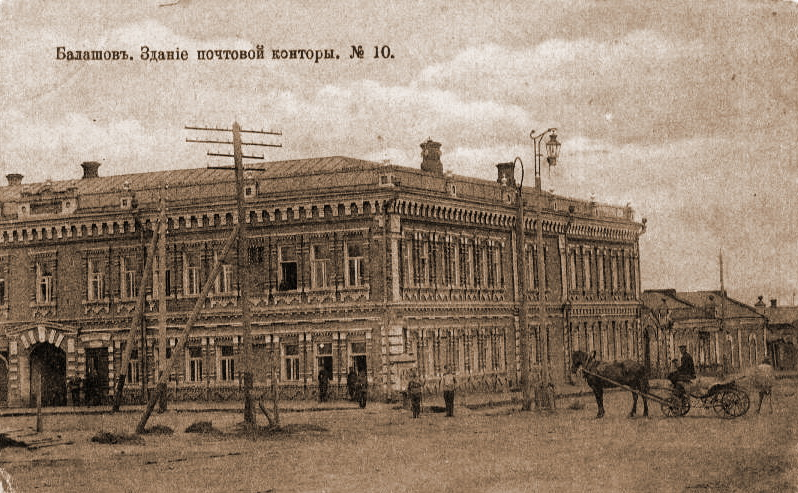
Postal de 1915

## Demografía
| 1897   | 1926   | 1939   | 1959   | 1970   |
| ------ | ------ | ------ | ------ | ------ |
| 12 200 | 27 000 | 48 000 | 64 300 | 83 100 |
| 1979   | 1989   | 1996   | 2002   | 2009   |
| 94 000 | 97 000 | 98 100 | 98 330 | 91 622 |

## Economía
Las principales empresas industriales de Balashov son:
- OAO Pritsep (ОАО "Прицеп") : remolques para el transporte de productos agrícolas.
- OAO Balteks o Balashovski Tekstil (ОАО "Балтекс" o "Балашовский текстиль") : paños de algodón y seda.